# Polish Sculpture Center

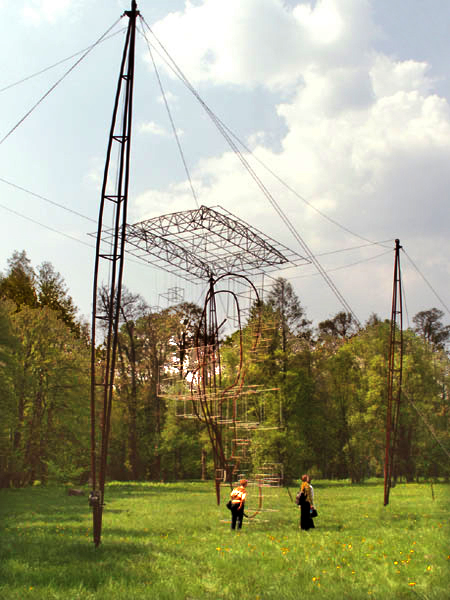
Het beeldenpark met het werk Big Ear van Adam Kalinowski

Het Polish Sculpture Center (Pools: Centrum Rzeźby Polskiej w Orońsku) is een museum/beeldenpark met voornamelijk werk van Poolse beeldhouwers in de Poolse stad Orońsko.

## Geschiedenis
Het centrum werd gesticht in 1965 en is gehuisvest in de voormalige woning annex atelierruimte van de schilder Józef Brandt (1841-1915). Het beeldhouwcentrum met de buitenexpositie werd voltooid in 1992 en wordt thans beheerd door de Jozef Brandt Foundation.
Het centrum bestaat uit:
- een museum voor beeldhouwkunst met een collectie van meer dan 600 kunstwerken, onder andere het uit 1995 daterende werk Ugun (uit de serie War Games) van Magdalena Abakanowicz.
- atelierruimte voor zes beeldhouwers in de stalgebouwen.
- het beeldenpark met 73 sculpturen en installaties van Poolse en internationale kunstenaars.

## Werken (selectie)
- Józef Szajna : Ladder to heaven
- Anna Dębksa : Fallow deer (1970)
- Jan de Weryha-Wysoczański : Wooden Panel (2003)
- Zbigniew Maleszewski : Anti-matter (1981)
- Zbigniew Frączkiewicz : Head (1984)
- Adolf Ryszka : Sarkophag (1986)
- Andrzej Bednarczyk : The Field where Angels whisper (1988)
- Aleksandra Dománska-Bortowska : Trace ... always my son (1988)
- Antoni Porczak : Three matches (1992)
- Adam Kalinowski : Big Ear (2005)

## Fotogalerij

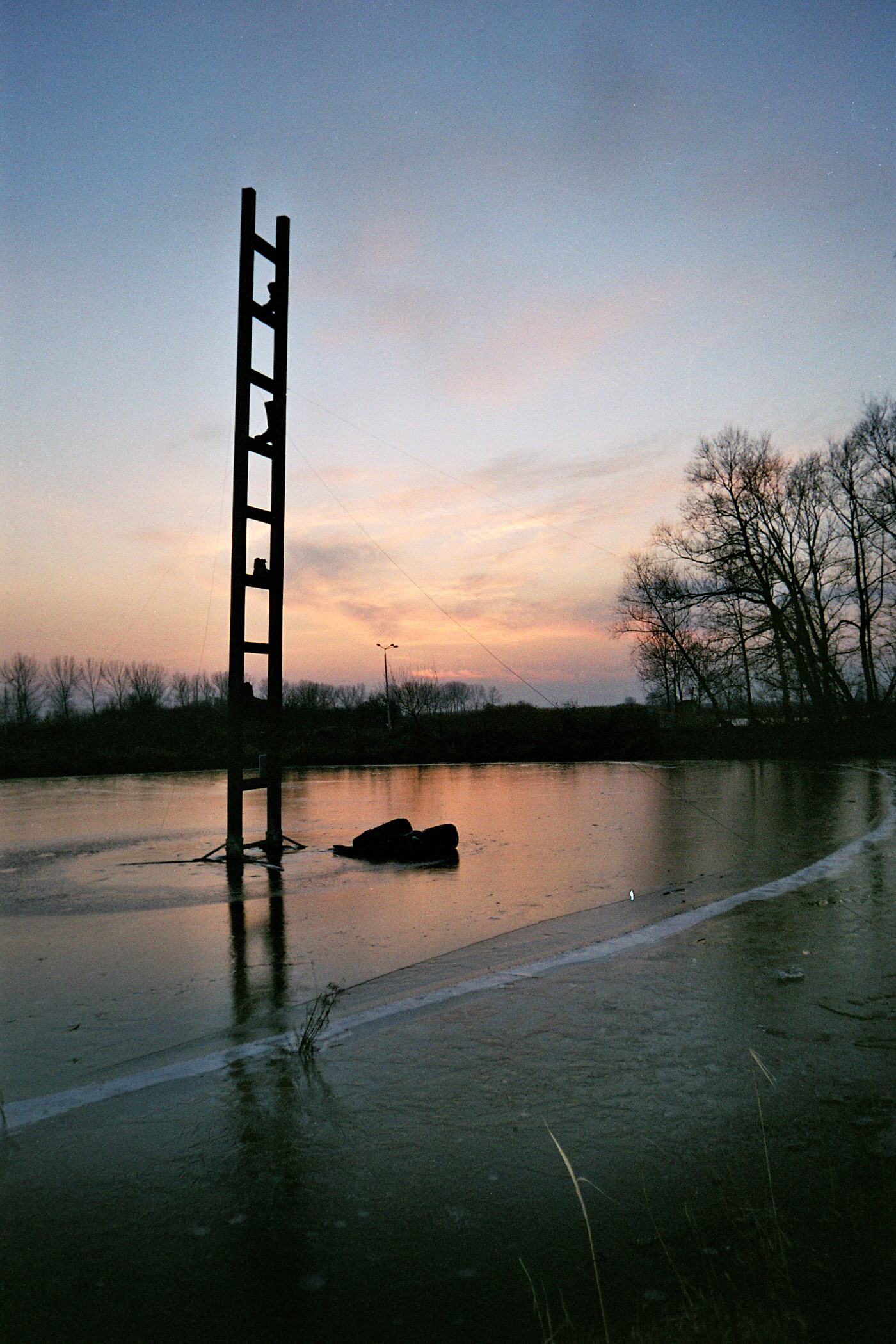
Ladder to heaven
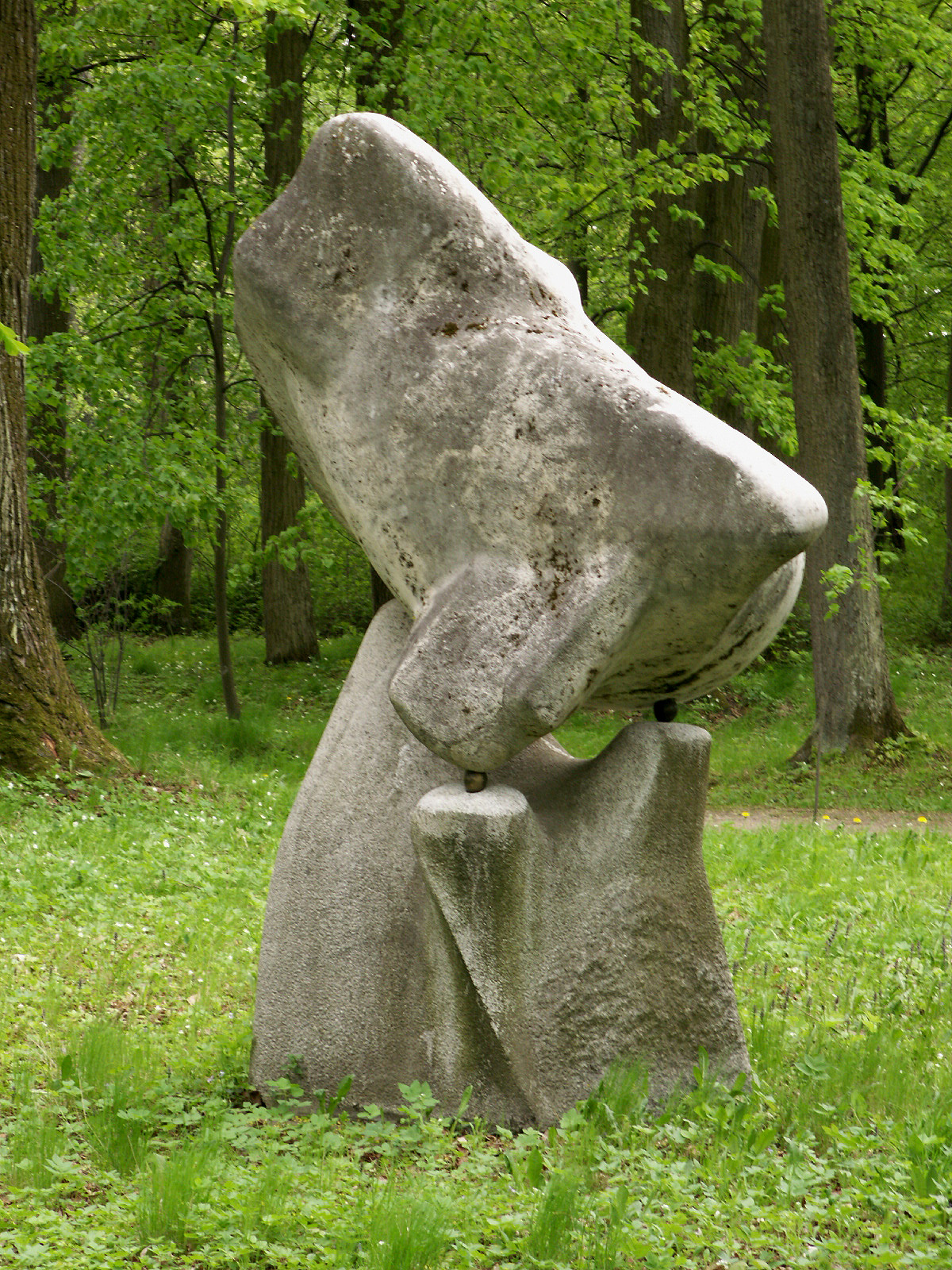
Anti-matter
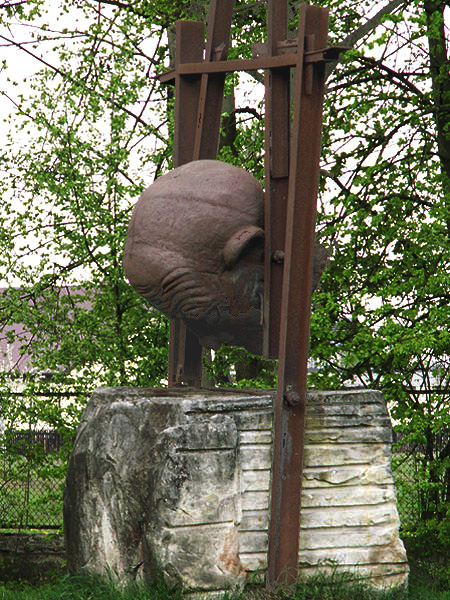
Head
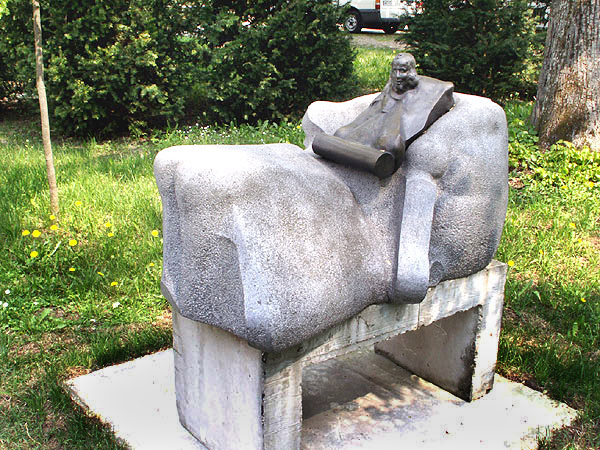
Sarkophag